# Труттикон
Труттикон (нем. Truttikon) — коммуна в Швейцарии, в кантоне Цюрих.
Входит в состав округа Андельфинген. Население составляет 473 человека (на 31 декабря 2007 года). Официальный код — 0041.